# 루이지 맨션
《루이지 맨션》(Luigi Mansion, ルイージ マンション）은 닌텐도가 게임큐브의 런칭 타이틀로 2001년에 발매한 루이지 맨션 시리즈의 첫 번째 작품이다.

## 줄거리
루이지는 한 맨션을 낙찰받고 마리오에게 이 사실을 알리며 맨션에서 만나자고 한다. 루이지는 맨션에 도착하나 거기에는 아무것도 없었다. 다만, 유령만이 있을 뿐이였다. 그 때 루이지는 아라따 박사를 만나게 된다. 아라따 박사는 루이지를 자신의 연구실로 데리고 간다. 아라따 박사는 누군가 이 곳으로 왔었다고 한다. 그 사람은 다름 아닌 마리오와 키노피오였다. 아라따 박사는 루이지에게 귀신 퇴치용 청소기 유령싹싹(영어: 폴터가이스트 9000, 일본명: 오바큠)을 주고, 루이지는 마리오를 구하기 위해 유령 맨션으로 향하게 된다.

## 등장인물
- 루이지
- 마리오
- 아라따 박사
- 유령들
- 부끄부끄
- 킹부끄

## 게임 시스템
던전 탐색형 게임이다.

### 기타 요소
- 엔딩: 자금의 액수에 따라 엔딩이 미묘하게 달라진다.

S랭크 혹은 S+일 경우 루이지는 맨션을 아예 성으로 만들어 버린다.

## 여담
루이지 맨션이 발매되었을 당시, 대한민국에서는 정식 발매가 시작되면서, 그래서 아라따 박사라는 칭호는 후에 정식 발매된 대난투 스매시브라더스 X 중 피규어 설명 중에 붙여졌다. 또한 대난투 X의 스테이지 중 하나로 루이지 맨션이 등장하였다. 2018년에는 닌텐도 다이렉트를 통해 후속작과 동일하게 닌텐도 3DS로 리메이크하기로 결정하였으며, 2018년 10월 12일 미국에서 출시하였다. 이후 11월 8일 대한민국에도 출시하였다. 하지만 원작보다 그래픽이 저하되고 조작감도 안 좋아졌다는 평을 받았다.

## 판매량
루이지 맨션은 발매 당시 게임큐브 발매량 상위 5위권 안에 들었다.

## 평가
| 평가 |        |
| --- | ------ |
| 통합 점수 통합사 점수 게임랭킹스 79.18% [ 1 ] 메타크리틱 78/100 [ 2 ] 평론 점수 평론사 점수 올게임 [ 3 ] 에지 8/10 [ 4 ] 패미츠 34/40 [ 5 ] [ 6 ] 게임 인포머 9/10 [ 7 ] 게임스팟 7.9/10 [ 8 ] IGN 7/10 [ 9 ] 닌텐도 파워 4/5 [ 10 ] |        |
| 통합 점수 |        |
| 통합사 | 점수   |
| 게임랭킹스 | 79.18% |
| 메타크리틱 | 78/100 |
| 평론 점수 |        |
| 평론사 | 점수   |
| 올게임 | [ 3 ]  |
| 에지 | 8/10   |
| 패미츠 | 34/40  |
| 게임 인포머 | 9/10   |
| 게임스팟 | 7.9/10 |
| IGN | 7/10   |
| 닌텐도 파워 | 4/5    |